# Agnes Jongerius
Agnes Maria Jongerius (ur. 4 listopada 1960 w De Meern) – holenderska działaczka związkowa i polityk, w latach 2005–2012 przewodnicząca największej holenderskiej centrali związkowej Federatie Nederlandse Vakbeweging (FNV), deputowana do Parlamentu Europejskiego VIII i IX kadencji.

## Życiorys
W 1988 ukończyła studia magisterskie z zakresu historii społeczno-gospodarczej na Uniwersytecie w Utrechcie. Od 1987 była etatową działaczką związkową. Do 1990 wchodziła w skład regionalnego zarządu sekcji transportowej FNV w Rotterdamie. Następnie do 1997 była członkinią zarządu krajowej sekcji. W 1997 weszła w skład zarządu holenderskiej federacji związków zawodowych FNV, następnie pełniła funkcję koordynatora (2002–2004) i wiceprzewodniczącej (2004–2005). Od 2005 do 2012 zajmowała stanowisko przewodniczącej federacji. Po odejściu z tej funkcji została pracownikiem naukowym na Uniwersytecie w Utrechcie. Zaangażowała się również w działalność polityczną w ramach Partii Pracy. W 2014 z ramienia tego ugrupowania uzyskała mandat posłanki do Europarlamentu VIII kadencji. W 2019 z powodzeniem ubiegała się o reelekcję.